# (348400) 2005 JF21
(348400) 2005 JF21 est un astéroïde Amor et aréocroiseur, classé comme potentiellement dangereux. Il fut découvert par le programme Spacewatch à l'observatoire de Kitt Peak le 4 mai 2005. Il possède un satellite, S/2015 (348400) 1.